# Alexander Malta

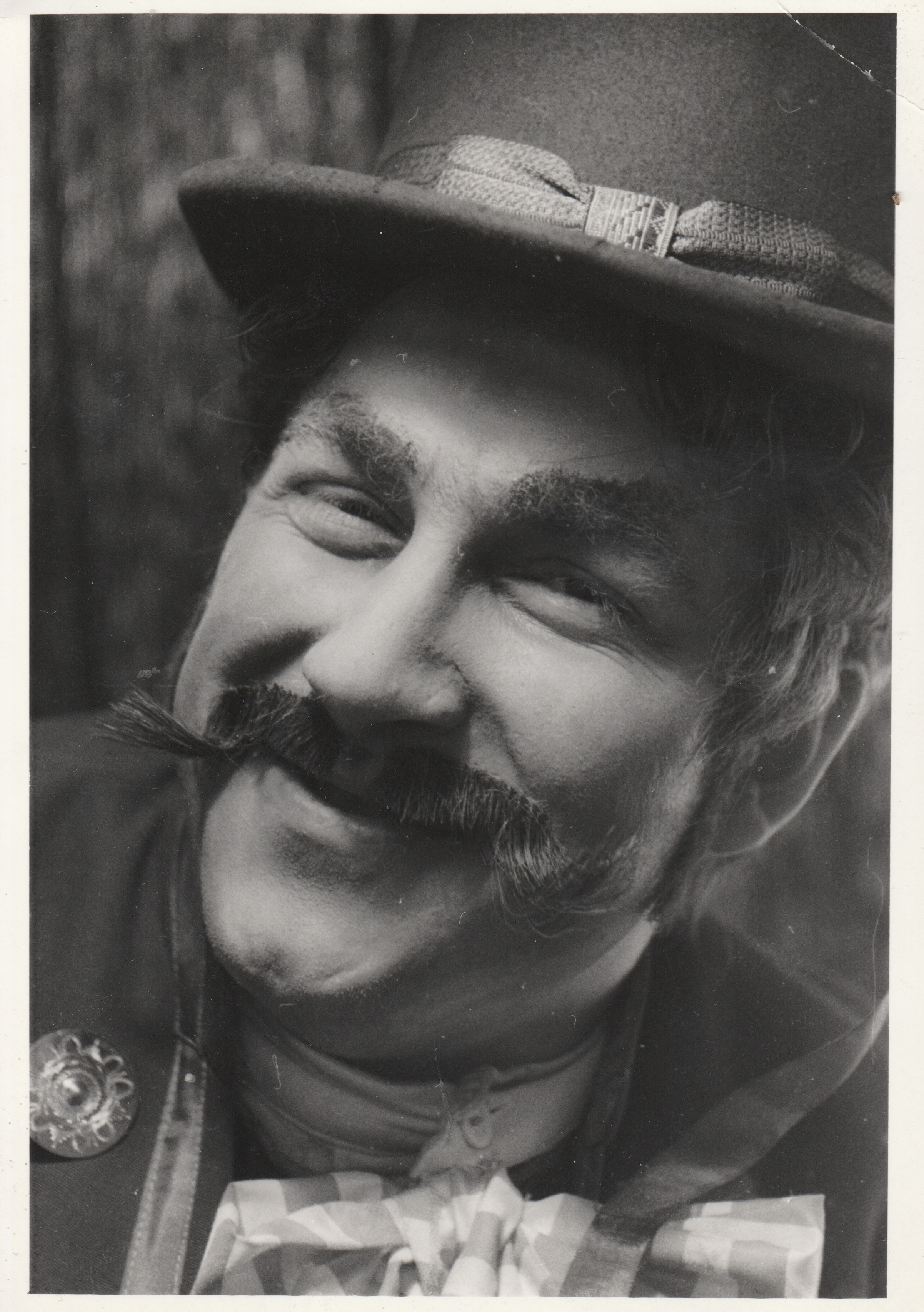
Alexander Malta

Alexander Malta (* 28. September 1938 in St. Gallen als Alexander Lagger; † 23. August 2016) war ein Schweizer Opernsänger. (Bass/Bariton)

## Leben
Nach der Matura an der Kantonsschule Trogen studierte Malta in Zürich und Italien und debütierte 1966 in Stuttgart als Monaco in Don Carlos. In München engagiert, trat er in Köln, Berlin, Wien, Zürich, Genf, Mailand und Florenz auf, wo er 1983 den Landgrafen (Tannhäuser) sang. Sein amerikanisches Debüt gab er 1976 in San Francisco, dann erschien er in Chicago und Philadelphia; im Jahr 1985.
Er war der jüngere Bruder von Peter Lagger.